# Sylvia Kalina
Sylvia Kalina (* 1947 in Bremen) ist eine deutsche Sprach- und Translationswissenschaftlerin. Sie lehrte an der Ruprecht-Karls-Universität Heidelberg am Institut für Übersetzen und Dolmetschen (IÜD) sowie an der Fachhochschule Köln am Institut für Translation und Mehrsprachige Kommunikation (ITMK).

## Leben
Nach ihrem Studium von 1966 bis 1970 am Institut für Übersetzen und Dolmetschen (IÜD) der Ruprecht-Karls-Universität Heidelberg der Fächer Englisch, Französisch und dem Sachfach Rechtswissenschaften mit dem Studienabschluss Diplomdolmetscherin, war Kalina zunächst als Konferenzdolmetscherin tätig. Von 1980 bis 1999 lehrte sie am IÜD der Universität Heidelberg in der Dolmetschausbildung im Fach Englisch und forschte im Bereich Konferenzdolmetschen und Dolmetschdidaktik. 1997 promovierte sie zum Dr. phil. mit einer Dissertation zum Thema Strategische Prozesse beim Dolmetschen – Theoretische Grundlagen, empirische Untersuchungen, didaktische Konsequenzen. 1999 wurde Kalina als Professorin mit dem Lehrgebiet „Theorie und Praxis des Dolmetschens“ und im Jahr 2004 mit dem Lehrgebiet „Mehrsprachige Kommunikation - Schwerpunkt Translation“ an die Fachhochschule Köln berufen, wo sie bis zu ihrem Ruhestand im Herbst 2012 lehrte. Ihre Forschungsschwerpunkte an der Fachhochschule Köln waren Dolmetschdidaktik und Qualitätssicherung beim Dolmetschen. 2009/10 übernahm sie eine Gastprofessur an der Universität Wien sowie 2011/12 und 2014 einen Lehrauftrag an der Universität Graz. Sie ist an Forschungsprojekten zu Relaisdolmetschen, Qualitätssicherung beim Dolmetschen und Improving Police and Legal Interpreting (ImPLI) beteiligt und nimmt seit 2012 Lehraufträge an der Universität Heidelberg und der Fachhochschule Köln an.

## Mitgliedschaften
- Bundesverband der Dolmetscher und Übersetzer (BDÜ)
- Internationaler Konferenzdolmetscherverband (AIIC)
- Deutsche Gesellschaft für Übersetzungs- und Dolmetschwissenschaft (DGÜD)
- European Society of Translation Studies (EST)
- Gesellschaft für Angewandte Linguistik (GAL)
- Deutsch-Britische Gesellschaft
- Transforum

## Publikationen (Auswahl)
- Dolmetschen und Diskursanalyse – Anforderungen an Dolmetschleistungen. In: Manfred Beyer, Hans-Jürgen Diller u. a. (Hrsg.): Realities of Translating (anglistik und englischunterricht 55/56). Winter, Heidelberg 1995, ISBN 978-3-8253-0321-1 S. 233–245
- Strategische Prozesse beim Dolmetschen. Theoretische Grundlagen, empirische Untersuchungen, didaktische Konsequenzen (Language in Performance 18). Gunter Narr, Tübingen 1998, ISBN 3-8233-4941-4
- Zur Professionalisierung beim Dolmetschen – Vorschläge für Forschung und Lehre. In: Andreas F. Kelletat (Hrsg.): Dolmetschen: Beiträge aus Forschung, Lehre und Praxis (Publikationen des Fachbereichs Angewandte Sprach- und Kulturwissenschaft der Johannes Gutenberg-Universität Mainz in Germersheim. Reihe A – Abhandlungen und Sammelbände). Peter Lang, Frankfurt 2001, ISBN 978-3-631-36799-5 S. 51–64
- Stegreifübersetzen – eine translatorische Übungsform. In: Britta Nord, Peter A. Schmitt (Hrsg.): Traducta Navis. Stauffenburg, Tübingen 2003, ISBN 978-3-86057-632-8 S. 103–117

### Mitherausgeberschaft
- Sylvia Kalina, Silke Buhl, Heidrun Gerzymisch-Arbogast (Hrsg.): Dolmetschen: Theorie • Praxis • Didaktik – mit ausgewählten Beiträgen der Saarbrücker Symposien (Arbeitsberichte des Advanced Translation Research Center (ATRC) an der Universität des Saarlandes). Röhrig Universitätsverlag, St. Ingbert 2000, ISBN 978-3-86110-267-0
- Sylvia Kalina, Joanna Best (Hrsg.): Übersetzen und Dolmetschen. Eine Orientierungshilfe. Francke, Tübingen 2002, ISBN 978-3-8252-2329-8
- Sylvia Kalina, Wolf Baur, Felix Mayer, Jutta Witzel (Hrsg.): Übersetzen in die Zukunft. Herausforderungen der Globalisierung für Dolmetscher und Übersetzer (Tagungsband der internationalen Fachkonferenz des Bundesverbandes der Dolmetscher und Übersetzer e.V. (BDÜ), Berlin, 11.–13. September 2009). BDÜ, Berlin 2009, ISBN 978-3-938430-24-8
- Sylvia Kalina, Michaela Albl-Mikasa, Sabine Braun (Hrsg.): Dimensionen der Zweitsprachenforschung – Dimensions of Second Language Research. Narr Francke Attempto, Tübingen 2009, ISBN 978-3-8233-6536-5